# Article 125
L'« article 125 » est une expression par laquelle des partisans du président Laurent Gbagbo désignaient les violences allant jusqu'au meurtre commises contre les opposants au régime. La paternité de cette expression est attribuée à Charles Blé Goudé, alors leader de la « galaxie patriotique » et des jeunes patriotes.

## Contexte
Depuis les années 1990, Laurent Gbagbo et son parti politique, le Front populaire ivoirien (FPI), exercent une influence forte auprès d'une partie de la jeunesse ivoirienne, victime de la crise économique qui frappe le pays depuis le début des années 1980. Au fil des années, cette emprise se renforce, notamment à travers la FESCI, un syndicat estudiantin proche du FPI, et des jeunes patriotes, dirigés par Charles Blé Goudé, qui par son charisme, exerce également une très forte influence auprès des jeunes désœuvrés et « indiqués » (sans orientation scolaire), et dispose d'une forte capacité de mobilisation.
Dans ce contexte de tensions politiques exacerbées, Charles Blé Goudé popularise l'expression de l'« article 125 » auprès des jeunes patriotes et des autres groupes sous l'influence des personnalités proches ou issues du Front populaire. Malgré sa dénomination, cet « article » n'a aucun lien avec des articles de la constitution ou du code pénal ivoirien.

## Principe et exactions
L'article 125 est interprété comme préconisant la punition de toute personne soupçonnée d'être un dangereux opposant, selon des critères ethniques et politiques. Le slogan le plus connu se référant à cet article est « Essence : 100 francs! Allumettes : 25 francs! ». De nombreux jeunes gens ont ainsi été brûlés vifs : violemment battue, la victime était aspergée d'essence et un partisan mettait le feu. Selon les cas, la victime pouvait également être emballée dans un matelas en polyester imbibé d'essence, ou pouvait porter un pneu autour du cou. La victime pouvait également périr sur un tas de pneus ou de bois en flammes. 
Toutes les exactions commises au nom de l'article 125 n'ont cependant pas toujours impliqué une immolation par le feu ; elles ont aussi pu impliquer des viols et des assassinats par armes à feu ou arme blanche. Pendant la crise ivoirienne de 2010-2011, des agents de la police nationale et du CECOS sont également impliqués dans des assassinats.
Ces exécutions ont souvent eu lieu dans les zones d'influence des milices, notamment à Abidjan, où les jeunes patriotes ont brûlé de jeunes Ivoiriens dans l'ombre des quartiers populaires, ou dans les campus et cités universitaires publiques, dans lesquelles la FESCI régnait en maître. 
De ces bûchers est apparu le verbe « braiser », pour désigner l'action de brûler une personne ou pour désigner les victimes de l'article 125. Le verbe « zébier » est tiré du nom d'un étudiant, Thierry Zébié, lynché à mort par des étudiants de la FESCI. Zébier est synonyme, dans le jargon étudiant, de massacre collectif d'un individu par jet de projectiles,.